# Szabó Sándor (politikus)
Szabó Sándor (Nyírbátor, 1975. október 29. –) magyar társadalombiztosítási szervező, marketing- és reklámmenedzser, politikus; 2014. május 6. óta a Magyar Szocialista Párt országgyűlési képviselője. Szeged-Tápén lakik.

## Életrajz

### Tanulmányai
1990 és 1995 között a Kiss Ferenc Erdészeti Szakközépiskolában tanult és maturált, s szerzett technikusi bizonyítványt. 2000-ben a József Attila Tudományegyetem társadalombiztosítási szervező szakán végzett. 2002-ben a Szókratész Külgazdasági Akadémia marketing- és reklámmenedzser képzésén végzett.
A típusú alapfokú angol nyelvvizsgája van.

### Politikai pályafutása
1999 óta tagja a Magyar Szocialista Pártnak. 2014. május 6. óta a Magyar Szocialista Párt országgyűlési képviselője. 2014. május 6. és 2014. szeptember 15. között az Igazságügyi bizottságnak a tagja. 2014. szeptember 15. óta a Mentelmi bizottságnak az alelnöke. 2018-ban országgyűlési képviselővé választották a Csongrád megyei 1. számú országgyűlési egyéni választókerületben. A 2021-es magyarországi ellenzéki előválasztáson ismét itt indult és győzött, majd a 2022-es magyarországi országgyűlési választáson is megnyerte a választókerületét.